# Comtat de Mono
El Comtat de Mono és un comtat de l’estat de Califòrnia dels Estats Units. Segons el cens dels Estats Units del 2020, tenia 13.195 habitants. La seu del comtat és Bridgeport, una localitat no incorporada.
L'únic municipi del comtat és Mammoth Lakes, situat al peu de Mammoth Mountain i la comunitat més gran quant a població. Walker, Chalfant i Lee Vining són les altres ubicacions principals. Entre els punts d'interès del comtat es troben la ciutat fantasma de Bodie i el llac Mono, d'on el comtat pren el seu nom.
Format el 1861 a partir de terres al comtat de Calaveras, el comtat de Fresno i el comtat de Mariposa, el comtat de Mono després va donar part del seu territori al comtat d’Inyo el 1866.

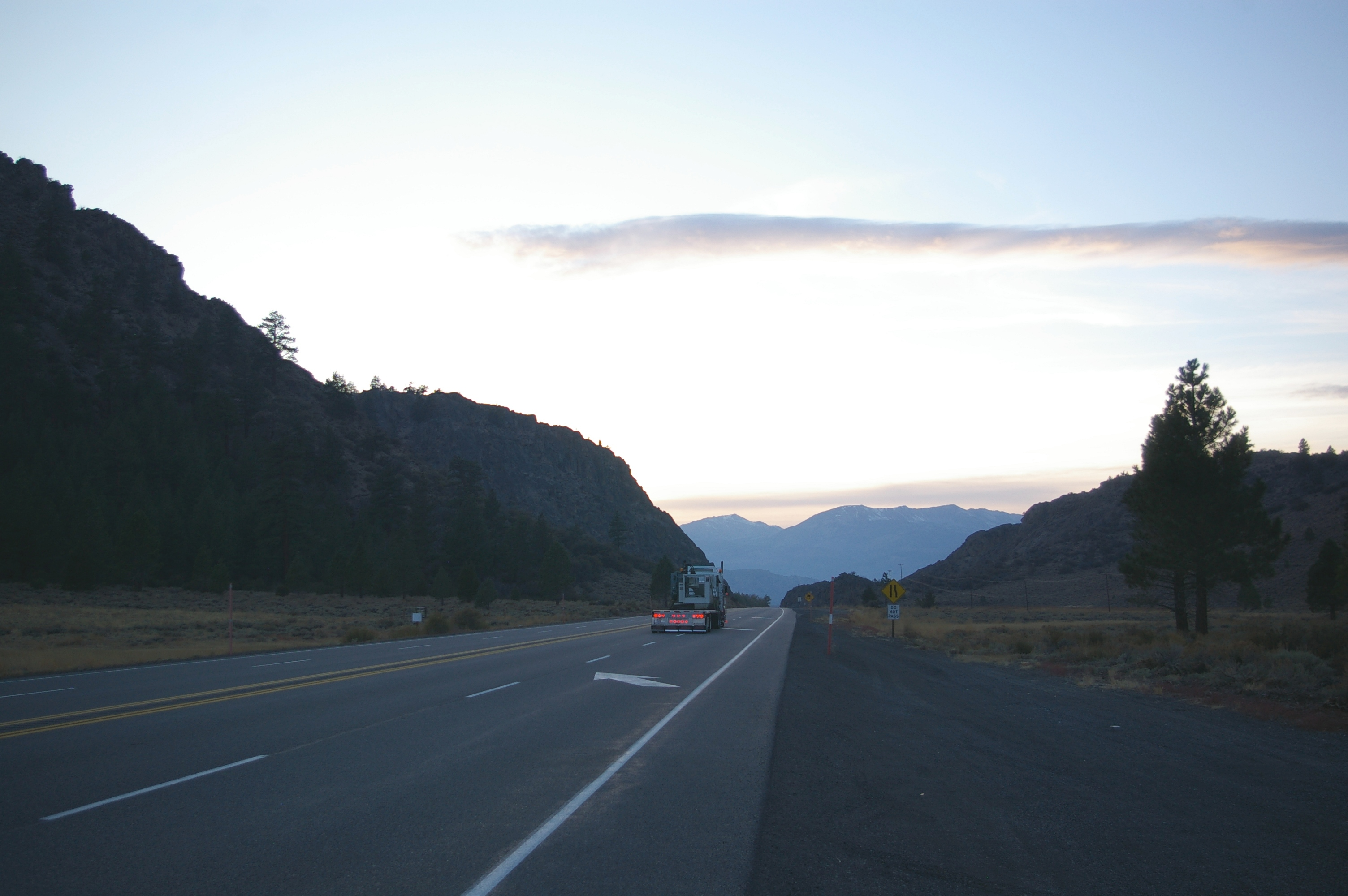
Pas de la Porta dels Diables.

## Situació
Donohue Pass forma la frontera amb el comtat de Tuolumne a l'oest. A l'est es troba Nevada, on el comtat d'Esmeralda, el comtat de Mineral, el comtat de Lió i el comtat de Douglas limiten amb el comtat de Mono.

## Galeria

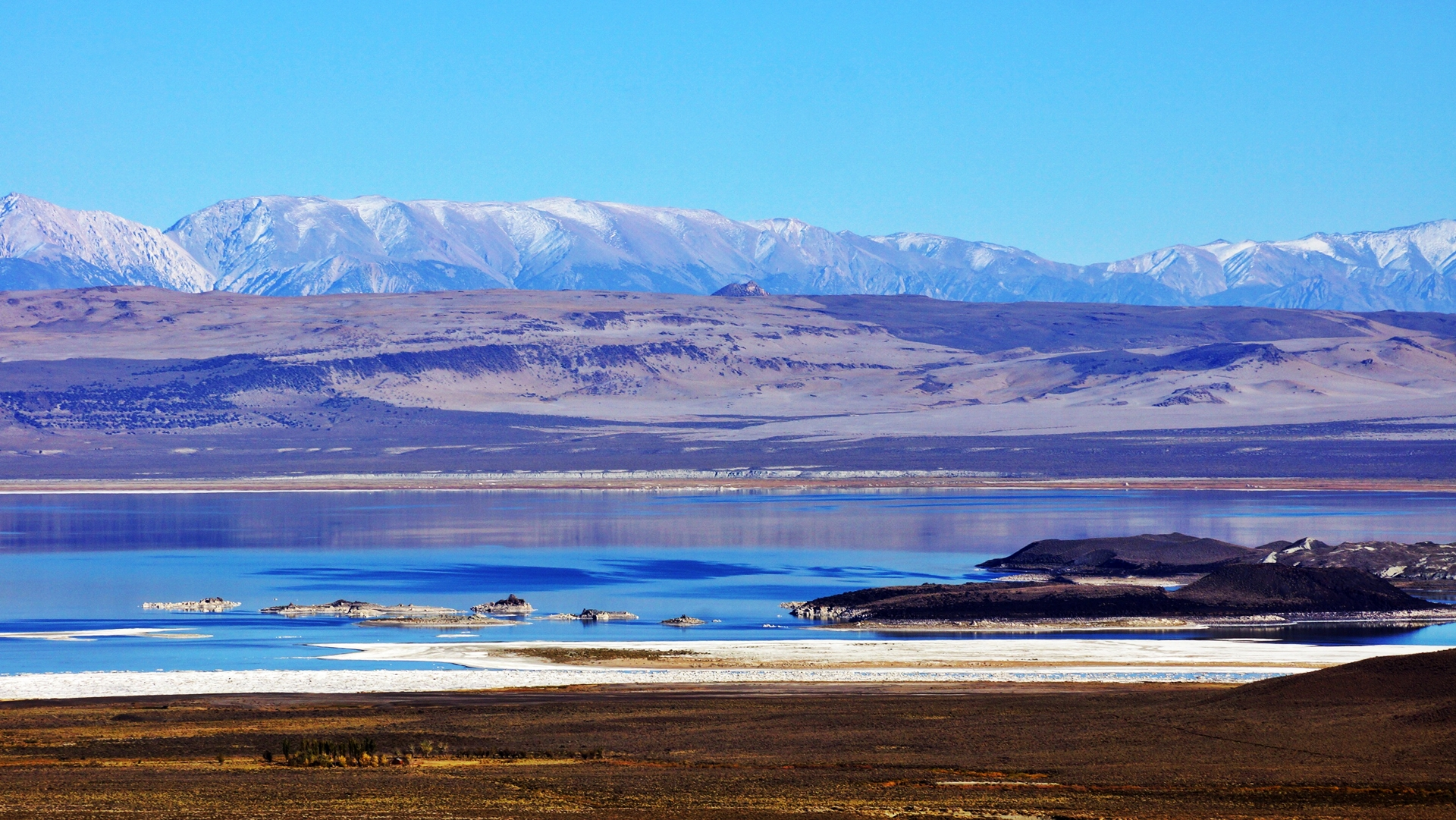
Llac Mono.

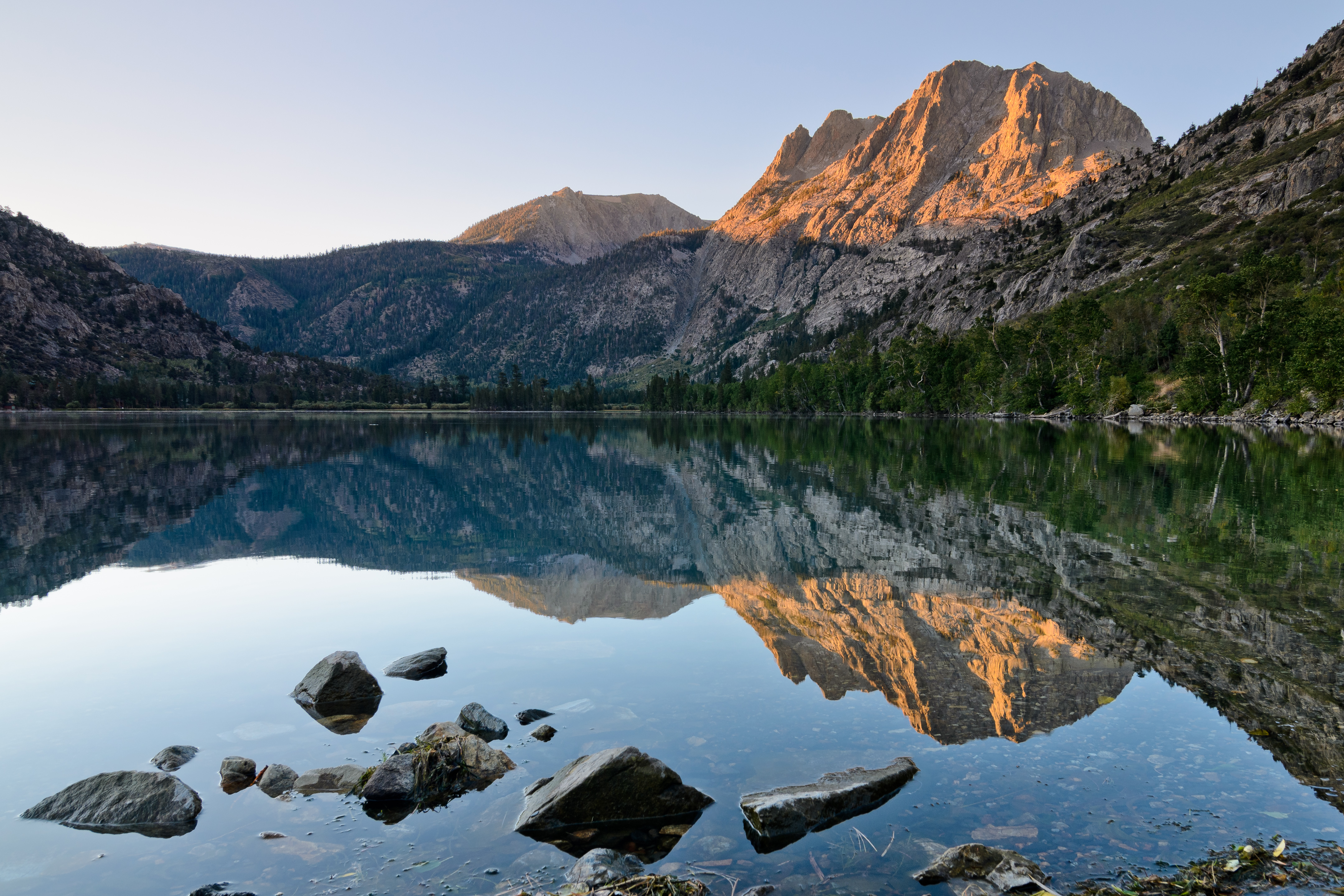
Llac Silver.

Llac de les gavines.

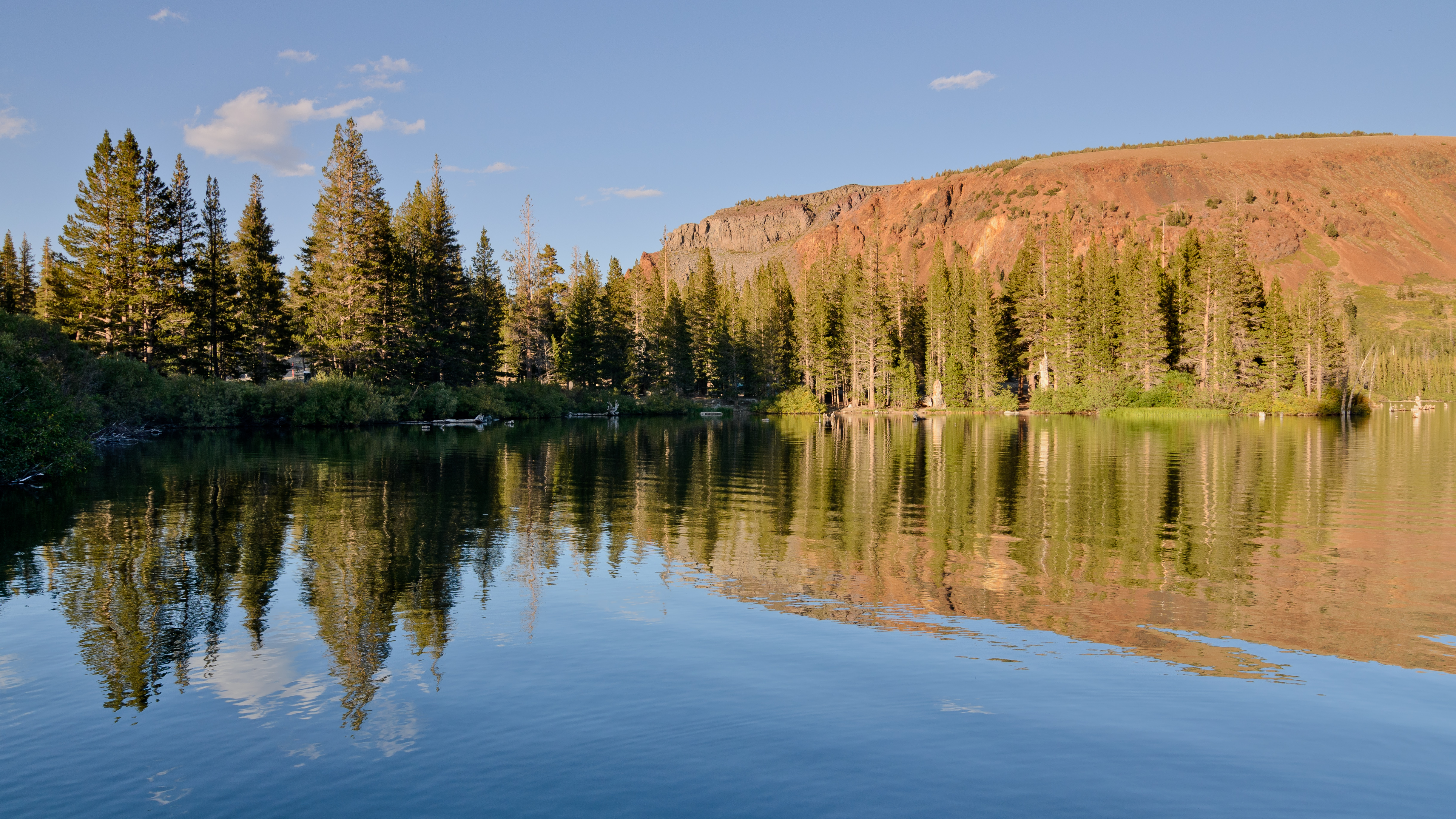
Llac Maria.

## Demografia
Segons el cens dels Estats Units del 2010, la ciutat té una població de 14.202 habitants habitants. S'estima, l'any 2019, en 14.444 habitants.
| 1870 | 1880 | 1890 | 1900 | 1910 | 1920 | 1930 | 1940 | 1950 | 1960 | 1970 | 1980 | 1990 | 2000  | 2010  | 2020  |
| ---- | ---- | ---- | ---- | ---- | ---- | ---- | ---- | ---- | ---- | ---- | ---- | ---- | ----- | ----- | ----- |
| 430  | 7499 | 2002 | 2167 | 2042 | 960  | 1360 | 2299 | 2115 | 2213 | 4016 | 8577 | 9956 | 12853 | 14202 | 13195 |